# 豊泉周治
豊泉 周治（とよいずみ しゅうじ、1955年- ）は、日本の社会学者。群馬大学名誉教授。大東文化大学社会学部特任教授。

## 来歴・人物
下記の出典：
1955年、埼玉県生まれ。1974年、埼玉県立川越高等学校卒業。1978年、一橋大学社会学部卒業。1986年、一橋大学大学院社会学研究科博士単位取得修了。1986年、富山大学教養部講師。1993年、群馬大学教育学部助教授。2000年、群馬大学教育学部教授。2021年、群馬大学名誉教授。

## 専門分野
社会学・社会哲学。アイデンティティ、若者の社会学、デンマーク社会研究など。

## 所属学会
社会文化学会、唯物論研究協会（2018-20年 委員長）

## 著書
- 『アイデンティティの社会理論』青木書店、1998年。
- 『ハーバーマスの社会理論』世界思想社、2000年。
- 『アーレントとマルクス』（共著）大月書店、2003年。
- 『生きる意味と生活を問い直す』（共編著）青木書店、2009年。
- 『若者のための社会学』はるか書房、2010年。
- 『〈私〉をひらく社会学』（共編著）大月書店、2014年。
- 『幸福のための社会学 ― 日本とデンマークの間』はるか書房、2021年。